# Hannes Nygaard
Hannes Nygaard (* 1949 in Hamburg; eigentlich Rainer Dissars-Nygaard) ist ein deutscher Schriftsteller und Unternehmensberater. Er lebt auf der nordfriesischen Halbinsel Nordstrand.
Nygaard schreibt Kriminalromane mit Regionalbezug. Die Handlung spielt überwiegend in Schleswig-Holstein. 2004 startete Nygaard die „Hinterm-Deich-Reihe“ mit der Husumer Kriminalpolizei. Die Kommissare Christoph Johannes, Große Jäger, Mats Skov Cornilsen und Harm Mommsen sind den Tätern in der gesamten Region auf der Spur und klären überwiegend Fälle, die „hinter jeder Haustür“ spielen könnten.
In der zweiten Hinterm-Deich-Reihe steht der notorische Einzelgänger Kriminalrat Lüder Lüders vom Polizeilichen Staatsschutz des LKA Kiel mit seinen Fällen im Zentrum. Seit 2009 ermittelt auch die aus den Hinterm-Deich-Krimis hervorgegangene Frauke Dobermann für das LKA Hannover in Niedersachsen im Bereich der Organisierten Kriminalität. Im Jahr 2014 lässt Nygaard zum 10-Jahres-Jubiläum im Kriminalroman Flut der Angst alle drei Polizeistellen zusammen ermitteln.
2010 schrieb Nygaard Roman-Adaptionen der bereits gesendeten ARD-Tatort-Krimis Erntedank mit Charlotte Lindholm alias Maria Furtwängler und Borowski und die einsamen Herzen mit Klaus Borowski alias Axel Milberg.
Wegen des regionalen Bezugs haben Hannes Nygaards Hannover-Krimis ihre Stammleserschaft in Norddeutschland, während die Lüder-Lüders-Romane, die Spionage, Wirtschaftskriminalität und internationale Konflikte zum Inhalt haben sowie die Romane um die Husumer Kommissare Christoph Johannes und Wilderich Große Jäger auch überregional gelesen werden.

## Werke
Alle Bücher sind im Emons Verlag, Köln, erschienen.

### Hinterm Deich Krimi – Kripo Husum & Kripo Kiel & LKA Hannover
- 2008: Todesküste. ISBN 978-3-89705-560-5. Lüder Lüders von der Kripo Kiel und Große Jäger von der Kripo Husum ermitteln gemeinsam.
- 2014: Flut der Angst. ISBN 978-3-95451-378-9. Große Jäger von der Kripo Husum, Lüder Lüders von der Kripo Kiel und Frauke Dobermann vom LKA Hannover ermitteln gemeinsam.

### Hinterm Deich Krimi – Kripo Husum Große Jäger
- 2004: Tod in der Marsch. ISBN 3-89705-353-5.
- 2005: Vom Himmel hoch. ISBN 3-89705-379-9.
- 2006: Mordlicht. ISBN 3-89705-418-3.
- 2007: Todeshaus am Deich. ISBN 978-3-89705-485-1.
- 2008: Tod am Kanal. ISBN 978-3-89705-585-8.
- 2009: Der Inselkönig. ISBN 978-3-89705-672-5.
- 2011: Tod im Koog. ISBN 978-3-89705-855-2.
- 2012: Nebelfront. ISBN 978-3-95451-026-9.
- 2013: Das Dorf in der Marsch. ISBN 978-3-95451-175-4.
- 2015: Biikebrennen. ISBN 978-3-95451-486-1.
- 2016: Das einsame Haus. ISBN 978-3-95451-787-9.
- 2017: Nacht über den Deichen. ISBN 978-3-7408-0069-7.
- 2018: Hoch am Wind. ISBN 978-3-7408-0275-2.
- 2019: Rache im Sturm. ISBN 978-3-7408-0524-1.
- 2020: Das Böse hinterm Deich. ISBN 978-3-7408-0804-4.
- 2021: Im Moor. ISBN 978-3-7408-1138-9.
- 2022: Deichfeuer. ISBN 978-3-740-81496-0.
- 2023: Jenseits der Marsch. ISBN 978-3-7408-1805-0.

### Hinterm Deich Krimi – Kripo Kiel Lüder Lüders
- 2006: Tod an der Förde. ISBN 978-3-89705-468-4.
- 2007: Küstenfilz. ISBN 978-3-89705-509-4.
- 2009: Der Tote vom Kliff. ISBN 978-3-89705-623-7.
- 2010: Sturmtief. ISBN 978-3-89705-720-3.
- 2011: Schwelbrand. ISBN 978-3-89705-795-1.
- 2012: Schwere Wetter. ISBN 978-3-89705-920-7.
- 2013: Fahrt zur Hölle. ISBN 978-3-95451-096-2.
- 2014: Schattenbombe. ISBN 978-3-95451-176-1.
- 2015: Nordgier. ISBN 978-3-95451-689-6.
- 2016: Stadt in Flammen. ISBN 978-3-95451-962-0.
- 2017: Im Schatten der Loge. Mitautor Jens Rusch. ISBN 978-3-7408-0200-4.
- 2018: Das Kreuz am Deich. ISBN 978-3-7408-0393-3.
- 2019: Falscher Kurs. ISBN 978-3-7408-0668-2.
- 2020: Das Weiße Haus am Meer. ISBN 978-3-7408-0920-1.
- 2021: Unter dunklen Wolken. ISBN 978-3-7408-1333-8.
- 2022: Das Ostseekartell. ISBN 978-3-7408-1583-7.
- 2023: Heiße Tage an der Förde. ISBN 978-3-7408-1964-4.

### Niedersachsen-Krimi – LKA Hannover Frauke Dobermann
- 2009: Mord an der Leine. ISBN 978-3-89705-625-1.
- 2010: Niedersachsen Mafia. ISBN 978-3-89705-751-7.
- 2011: Das Finale. ISBN 978-3-89705-860-6.
- 2013: Auf Herz und Nieren. ISBN 978-3-95451-176-1.
- 2018: Tod dem Clan. ISBN 978-3-7408-0438-1.

### Weitere Krimis
- 2010: Tatort – Erntedank. ISBN 978-3-89705-659-6.
- 2010: Tatort – Borowski und die einsamen Herzen. ISBN 978-3-89705-745-6.
- 2012: Eine Prise Angst. Schwarze Geschichten zum Gruseln und Schmunzeln. ISBN 978-3-89705-921-4.

### Hörbücher
Charles Brauer hat den Titel Tod an der Förde als Hörbuch eingelesen. Seit 2020 liest der Schauspieler und Sprecher Jens Hartwig die Hinterm-Deich-Reihe als Hörbücher ein.